# Michel Seydoux
 (juin 2017).
Si vous disposez d'ouvrages ou d'articles de référence ou si vous connaissez des sites web de qualité traitant du thème abordé ici, merci de compléter l'article en donnant les références utiles à sa vérifiabilité et en les liant à la section « Notes et références ».
Pour les autres membres de la famille, voir Famille Seydoux.
Michel Seydoux, né Seydoux-Fornier de Clausonne le 11 septembre 1947 à Paris (7e), est un homme d'affaires et producteur de cinéma français.

## Biographie
Michel Seydoux est le fils du géophysicien René Seydoux, secrétaire général de l'École libre des sciences politiques et président de Schlumberger, et de Geneviève Schlumberger, petit-fils du cofondateur de l'entreprise éponyme Marcel Schlumberger et donc héritier de la famille Schlumberger. Il est le frère de Nicolas et Jérôme Seydoux.
Il s'est surtout montré ces dernières années sur le devant de la scène pour avoir été le président du club de football de Lille, le LOSC de 2002 à 2016. Il est aussi le grand-oncle de l'actrice française Léa Seydoux.
Formé au Cours Hattemer et à l'École alsacienne, Michel Seydoux commence sa vie professionnelle en tant qu'assistant du président de l'OCCAJ : l'organisation centrale des camps et activités de jeunesse (1968-1971).
Par la suite, il fonde la société de production Caméra One (1971), société dont il est encore actuellement le président. Il aura été également président actionnaire de la compagnie aérienne Air Littoral (1992(?) - 1998), et Euralair,,,.
Il est également administrateur de Gaumont et membre du conseil de surveillance de Pathé.
Il possède un restaurant haut de gamme de crustacés, le « Gaya rive gauche » en association avec Pierre Gagnaire situé dans le 7e arrondissement de Paris.
Il est chevalier de l'ordre des Arts et des Lettres.
Le parquet national financier ouvre en 2021 une enquête à son encontre pour « fraude fiscale aggravée, blanchiment, et association de malfaiteurs », le soupçonnant d’être bénéficiaire de trusts non déclarés implantés au Canada.

## Filmographie sélective
- 1974 : Lily aime-moi de Maurice Dugowson
- 1976 : F... comme Fairbanks de Maurice Dugowson
- 1977 : L'Ombre des châteaux de Daniel Duval
- 1979 : Don Giovanni de Joseph Losey
- 1987 : Hôtel de France  de Patrice Chéreau
- 1990 : Cyrano de Bergerac de Jean-Paul Rappeneau
- 1991 : Urga de Nikita Mikhalkov
- 1991 : Prospero's Books de Peter Greenaway
- 1993 : Toxic Affair de Philomène Esposito
- 1993 : Smoking / No Smoking d'Alain Resnais
- 1994 : Anna 6-18 de Nikita Mikhalkov
- 1994 : Soleil trompeur de Nikita Mikhalkov
- 1997 : On connaît la chanson d'Alain Resnais
- 1999 : Le Barbier de Sibérie de Nikita Mikhalkov
- 2002 : René de Alain Cavalier
- 2005 : Le Filmeur de Alain Cavalier
- 2006 : Les Ambitieux de Catherine Corsini
- 2011 : Pater de Alain Cavalier
- 2013 : La danza de la realidad de Alejandro Jodorowsky
- 2014 : Le Paradis de Alain Cavalier
- 2022 : Le Chêne de et en collaboration avec Laurent Charbonnier

## Des écrans blancs aux terrains verts
L'histoire de Michel Seydoux avec le football professionnel ne débute pas avec le LOSC mais l'Olympique lyonnais, où son frère Jérôme, actionnaire majoritaire, lui propose une place au conseil d'administration (en 1999). C'est de ce poste qu'il se familiarisera avec le monde des clubs pros.
Le 3 janvier 2001, il devient actionnaire du club nordiste, sans entrer cependant directement dans le capital lillois. Michel Seydoux prend en fait une participation (à hauteur de 34 %) de la société du président lillois de l'époque, Luc Dayan, Idayplus, elle-même actionnaire (à 37 %) de la holding SOCLE.SA qui contrôle le club nordiste.
Le désengagement progressif de Francis Graille amorcé en février 2002 lui permet d'accéder à la présidence du Lille OSC le 24 avril 2002.
Après Francis Graille, c'est Luc Dayan qui quitte complètement le LOSC en cédant ses parts en février 2004 au président Seydoux et à Isidore Partouche.
Ces deux départs ont permis à Michel Seydoux d'obtenir environ 54 % du capital de la société SOCLE (propriétaire du club) Isidore Partouche détenant quant à lui environ 40 % de ce même capital.
À l'issue de la saison 2010-2011, le club remporte sous sa présidence le championnat de France de Ligue 1 ainsi que la coupe de France. C'est le troisième trophée de l'ère Seydoux, après une coupe Intertoto remportée en 2004.

### Ses élections dans les instances du football

#### A la LFP
- 2 juillet 2005 : élu au Conseil d'Administration de la LFP parmi les représentants des clubs de Ligue 1 en remplacement de Francis Graille
- 15 juin 2007 : élu membre du Bureau de la LFP en remplacement de Pascal Urano
- 5 décembre 2008 : élu président de la Commission Marketing en remplacement de Jean-Claude Plessis

#### A l'UCPF
- 12 septembre 2012 : élu secrétaire du comité exécutif de l'UCPF

## Distinctions
- Reçoit la Médaille d'or de la ville de Lille par Martine Aubry en 2011